# Cassandria
Cassandria (łac. Diœcesis Cassandrensis) – stolica historycznej diecezji w Cesarstwie Rzymskim (prowincja Macedonia), współcześnie w Grecji. Jedynym wzmiankowanym biskupem tej diecezji był Hermogenes (połowa V w.). Od 1926 katolickie biskupstwo tytularne, wakujące od 1987.

## Biskupi tytularni
| Lp. | Biskup             | Od               | Do               |
| --- | ------------------ | ---------------- | ---------------- |
| 1   | Gaetano Mignani CM | 16 lipca 1928    | 11 kwietnia 1946 |
| 2   | Georges Béjot      | 19 kwietnia 1947 | 25 lipca 1987    |